# Bugatti Automobili

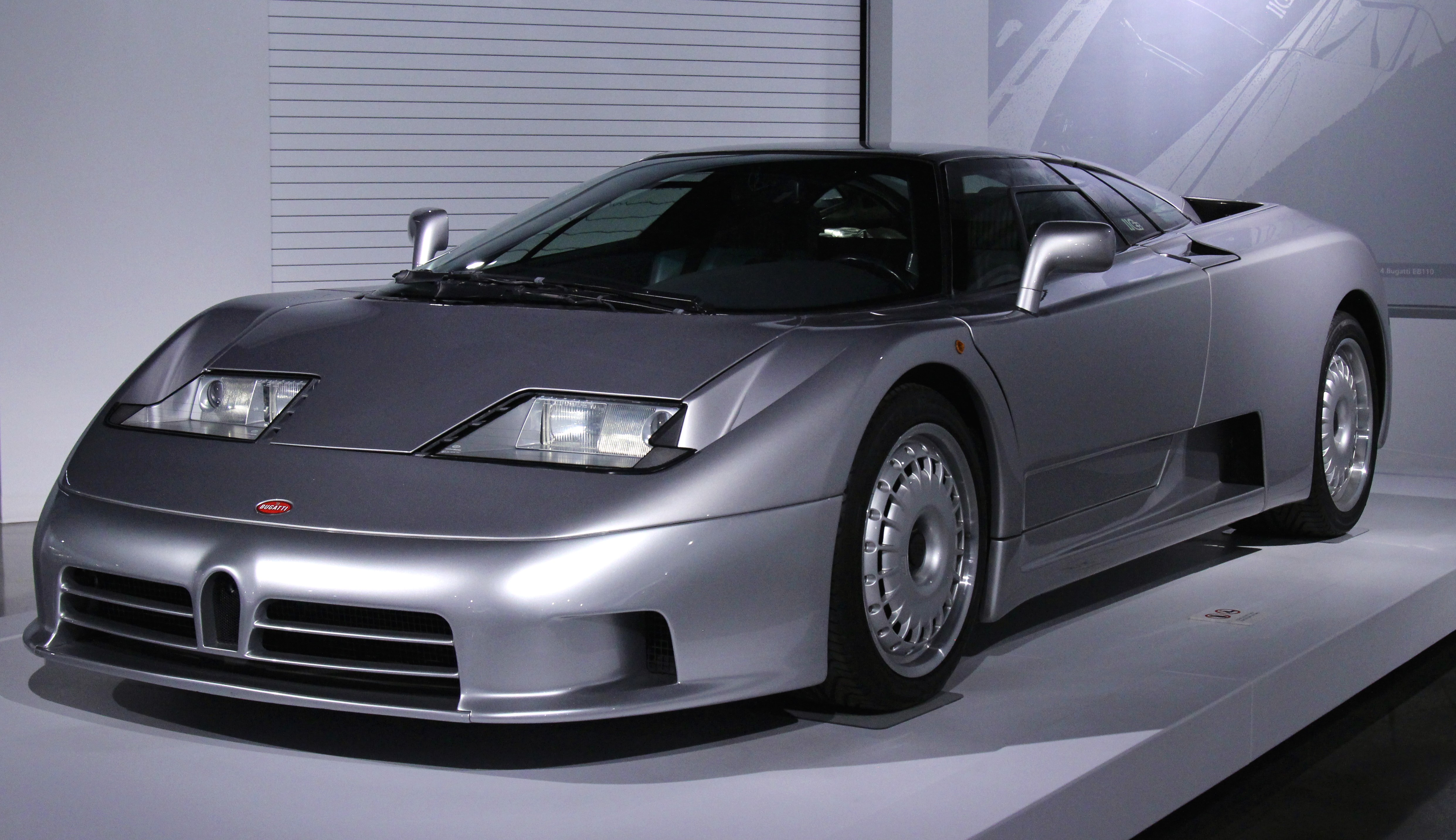
Bugatti EB110

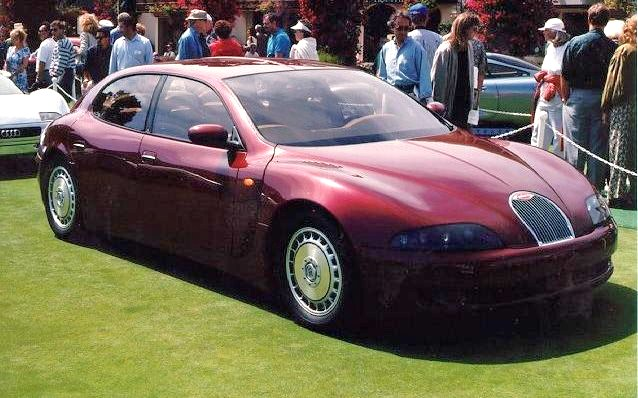
Bugatti EB112

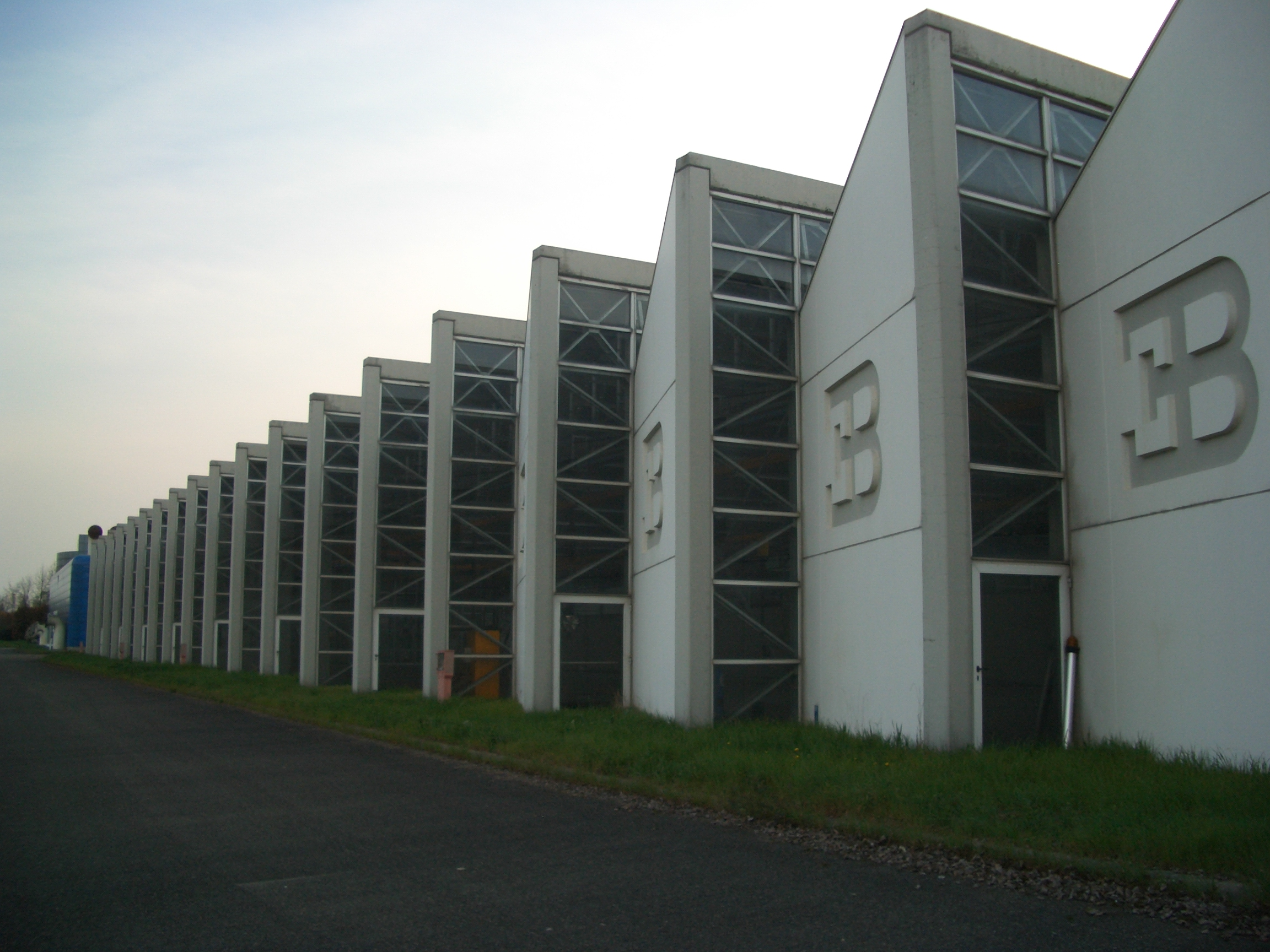
fabryka w Campogalliano

Bugatti Automobili – dawny włoski producent hipersamochodów z siedzibą w Campogalliano działający w latach 1987–1995.

## Historia

### Początki
W 1987 roku włoski przedsiębiorca Romano Artioli założył przedsiębiorstwo Bugatti Automobili SpA, mając na celu reaktywowanie słynnej historycznej marki samochodów Bugatti z francuskiego Molsheim działającą w latach 1909–1963. Założyciel nawiązał współpracę z włoskim architektem  Giampaoloem Benedinim, który opracował projekt zakładów produkcyjnych znajdujących się zarazem w siedzibie Bugatti Automobili, niewielkim mieście Campogalliano na przedmieściach włoskiego zagłębia motoryzacyjnego, Modeny.
W międzyczasie, na przełomie lat 80. i 90. XX wieku włoskie przedsiębiorstwo rozpoczęło prace nad pierwszymi autorskimi konstrukcjami, w 1990 roku prezentując pierwszy prototyp sportowego Bugatti ID 90 projektu Giorgetto Giugiaro w ramach studia Italdesign. Rok później, w 110. rocznicę urodzin Ettore Bugatti przedstawiomo seryjny, wyczynowy hipersamochód Bugatti EB110. W 1993 roku włoskie Bugatti przedstawiło z kolei kolejny prototyp, tym razem zwiastujący dużą, luksusową limuzynę o nazwie EB 112. Podobnie jak poprzednie studium, projekt ten nie doczekał się realizacji pomimo planów skonstruowania seryjnego modelu. W zamian, producent skoncentrował się na budowaniu  Bugatti EB110 wraz z jego specjalnymi wariantami: EB110 GT zbudowane w 95 sztukach oraz EB110 SS powstałe w 31 egzemplarzach.

### Upadłość
Realizacja flagowego projektu włoskiej firmy okazała się bardzo kosztowna, czego nie zrekompensowała niższa niż planowano sprzedaż. Wystarczające w budowie rozpoznawalności i popularności nie okazały się pozytywne recenzje w mediach, a także nabycie jednego z egzemplarzy EB110 przez słynnego kierowcę Formuły 1, Michael Schumachera. Trudną sytuację przedsiębiorstwa w połowie lat 90. XX wieku pogłębiły także problemy finansowe właściciela firmy Romano Artioliego i koszty, jakie pochłonęły prace nad seryjnym wariantem limuzyny EB 112. W rezultacie, we wrześniu 1995 roku Bugatti Automobili zbankrutowało i zakończyło działalność. 

## Modele samochodów

### Historyczne
- EB110 (1991–1995)

### Studyjne
- Bugatti ID 90 (1990)
- Bugatti EB 112 (1992)